# Boulengerula
Boulengerula é um género de anfíbio gimnofiono da família Caeciliidae.

## Espécies
- Boulengerula boulengeri Tornier, 1896
- Boulengerula changamwensis Loveridge, 1932
- Boulengerula denhardti Nieden, 1912
- Boulengerula fischeri Nussbaum & Hinkel, 1994
- Boulengerula niedeni Müller, Measey, Loader, & Malonza, 2005
- Boulengerula spawlsi Wilkinson, Malonza, Campbell, and Loader, 2017
- Boulengerula taitana Loveridge, 1935
- Boulengerula uluguruensis Barbour & Loveridge, 1928